# Sucaina
Sucaina (en castellà i oficialment, Zucaina) és un municipi valencià de la comarca de l'Alt Millars, a la província de Castelló.

## Geografia
Des de Castelló de la Plana, s'accedix a Sucaina a través de la CV-16 i prenent la CV-190 a l'Alcora.
La població està assentada a la part més alta d'una foia plena de camps d'avellaners, anouers, ametlers i altres cultius minoritaris, i a la falda del massís del Penyagolosa. El terme és molt muntanyós i es troba al sector d'interfluvi entre el Millars i el riu de Vilafermosa, drenat pels barrancs de Santa Anna i del Centenar, afluents per la dreta del segon. Culmina al límit septentrional a 1.217 msnm a la Mola de Sucaina, als contraforts meridionals de l'Altís.
El terme municipal compta amb nombroses masies que fins fa ben poquet estaven habitades tot l'any, com ara Fuentes, El Plano Herrera, El Mas del Rebollo, Chirivilla... També hi ha paratges de singular bellesa com ara Santa Anna, El Chorrador de Zucaina, la Penya Villanueva, el Pinar, Los Picayos, el Corral del Pi, el Corral d'Onofre, la Carrasca dels Treus Peus, entre d'altres.
En arribar la tardor als boscs del terme, sempre que el final de l'estiu i principis de la tardor hagen sigut generosos en pluges, s'hi solen trobar nombrosos bolets, entre els quals els rovellons són els més abundants i apreciats, coneguts a Sucaina amb el nom xurro de rebollones.

### Localitats limítrofes
Limita amb Vilafermosa, Cortes d'Arenós, Aranyel, Lludient i el Castell de Vilamalefa, totes de l'Alt Millars.

## Història
La població és d'origen àrab. El seu nom possiblement prové de la paraula sukaina, que significa 'caseta a la vora de la font', tal vegada en referència a la font que hi ha al costat del poble i que alimenta el pou del qual s'extrau part de l'aigua que abastix la població. Formà part del Ducat de Vilafermosa.
El terme disposa de les restes dels poblats ibèrics de La Escudilla i Los Cabañiles, dels segles VI i V aC, en els quals s'han trobat diverses restes de ceràmica.
La història de Sucaina corre paral·lela a la dels moriscs: constituïx un exemple de poble àrab de l'interior muntanyós del Regne de València, que després de l'expulsió dels moriscs, en 1609, va patir una despoblació de la qual ha anat recuperant-se a poc a poc, lluitant contra el despoblament que patixen les terres de l'interior a causa de la crisi agrària.

## Demografia
| 1860 | 1900 | 1950 | 1970 | 1990 | 1992 | 1994 | 1996 | 1998 | 2000 | 2002 | 2004 | 2005 | 2009 |
| ---- | ---- | ---- | ---- | ---- | ---- | ---- | ---- | ---- | ---- | ---- | ---- | ---- | ---- |
| 1285 | 1153 | 1088 | 503  | 269  | 237  | 233  | 223  | 218  | 215  | 201  | 199  | 193  | 182  |

## Economia
L'economia de Sucaina està basada, d'una banda, en l'agricultura, tenint l'avellaner i més recentment les anous com a cultius principals; i de l'altra en la criança en granges de porcs i gallines.

## Política i govern

### Alcaldia
Des de 2019 l'alcaldessa de Sucaina és Ana Julián Benages del Partit Popular (PP).
| Període                       | Alcalde o alcaldessa    | Partit polític | Data de possessió | Observacions |
| ----------------------------- | ----------------------- | -------------- | ----------------- | ------------ |
| 1979–1983                     | Joaquín Iserte Flor     | UCD            | 19/04/1979        | --           |
| 1983–1987                     | Urbano Flor Montolío    | CDS            | 28/05/1983        | --           |
| 1987–1991                     | Joaquín Périz Olaria    | CDS            | 30/06/1987        | --           |
| 1991–1995                     | Joaquín Périz Olaria    | CDS            | 15/06/1991        | --           |
| 1995–1999                     | Alfredo Vidal Nebot     | PP             | 17/06/1995        | --           |
| 1999–2003                     | Alfredo Vidal Nebot     | PP             | 03/07/1999        | --           |
| 2003–2007                     | Alfredo Vidal Nebot     | PP             | 14/06/2003        | --           |
| 2007–2011                     | José María Ibáñez Zafón | PSPV-PSOE      | 16/06/2007        | --           |
| 2011–2015                     | José María Ibáñez Zafón | PSPV-PSOE      | 11/06/2011        | --           |
| 2015–2019                     | José María Ibáñez Zafón | PSPV-PSOE      | 13/06/2015        | --           |
| 2019-2023                     | Ana Julián Benages      | PP             | 15/06/2019        | --           |
| Des de 2023                   | Ana Julián Benages      | PP             | 17/06/2023        | --           |
| Fonts: Generalitat Valenciana |                         |                |                   |              |

### Eleccions municipals de 2015
| Candidatura | Candidatura                               | Cap de llista           | Vots | Regidors | % vots |
| ----------- | ----------------------------------------- | ----------------------- | ---- | -------- | ------ |
|             | Partit Socialista del País Valencià       | José María Ibáñez Zafón | 62   | 4        | 44.93  |
|             | Grupo Independiente de Zucaina            | Joaquín Castillo Iserte | 38   | 1        | 27.54  |
|             | Partit Popular de la Comunitat Valenciana | Alfredo Vidal Nebot     | 33   | 0        | 23.91  |
| Total       | Total                                     | 138                     | 138  | 5        |        |

## Monuments

### Monuments religiosos

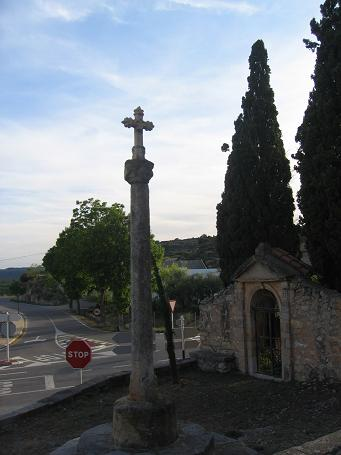
Piló del Calvari

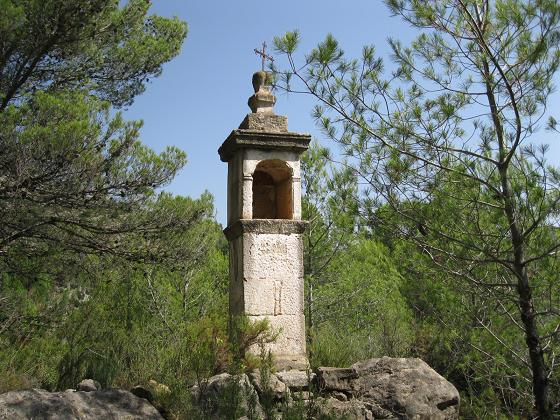
Piló de Terme

- Església parroquial de la Transfiguració del Salvador (S. XVI-XVIII).

 Es conserven al seu interior interessants talles de fusta del s. XVIII i una imatge medieval de fusta policromada de Santa Anna, patrona de la Vila de Sucaina, objecte de gran devoció. Fa uns quants anys va ser objecte d'una remodelació a fons del seu interior: capelles, altars, sostre i sòl.

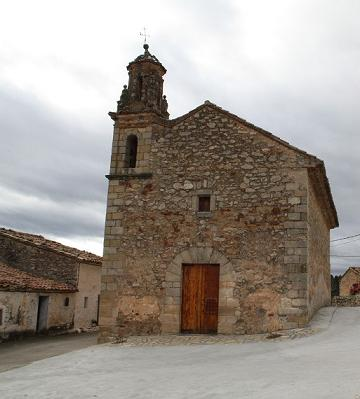
Ermita de Santa Bàrbara

- Ermita de Santa Bàrbara (S. XVIII). Ermita de Santa BàrbaraErmita que es troba a la mateixa població i que dona nom a la part alta del poble. Està situada a prop del frontó i d'un dels depòsits d'aigua que abastixen Sucaina. Es va construir cap a finals del segle xviii. Segons consta a l'entrada de l'ermita, va ser construïda l'any 1791. Actualment, no se sap amb exactitud quan van començar les obres i quan van acabar, així com la data exacta de la seua inauguració, però el més probable és que fora el dia de Santa Bàrbara (4 de desembre) de 1791. Cap a l'any 1994 es va dur a terme una restauració, a través d'una iniciativa popular, de la teulada i façana, que li va tornar part de l'esplendor original. La teulada estava força deteriorada i era la responsable de gran part de les humitats que hi havia a l'interior del temple i amb la restauració duta a terme van solucionar-se en gran part. Fins a l'any 2001 o 2002 era tradició celebrar-hi la festivitat de Diumenge de Rams en el seu interior i baixar en processó fins a la plaça de l'Església, però com que per a arribar-hi s'ha de pujar un pendent bastant pronunciat que suposava un esforç per a la gent gran, es va optar per celebrar tal festivitat a l'entrada de l'església parroquial, a la part plana de la població.[3]

- Calvari i ermita del Calvari (S. XVIII-XIX)

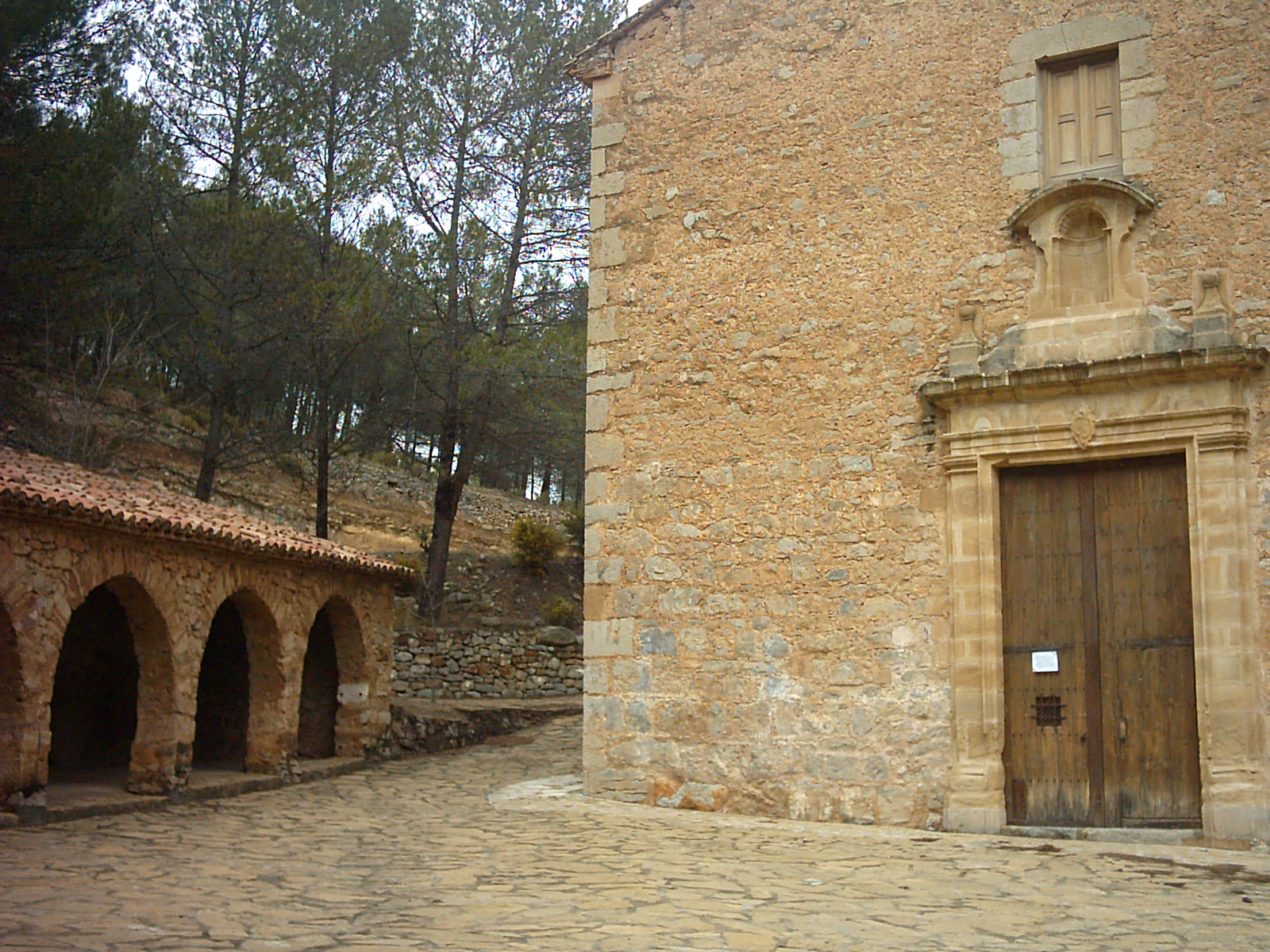
Ermita de Santa Anna (Zucaina)

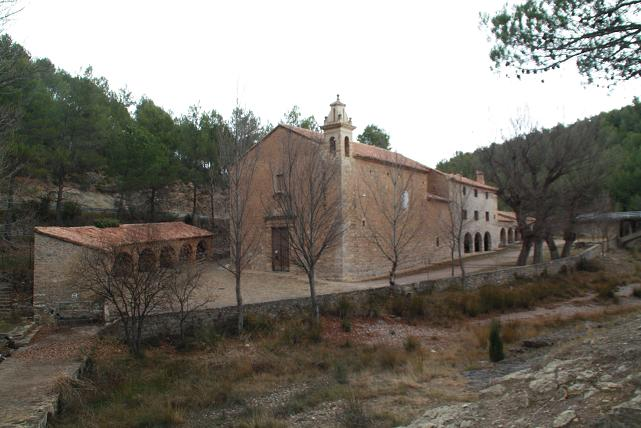
Ermita de Santa Anna

- Ermita de Santa Anna (Zucaina)Ermita de Santa Anna (S. XVIII). Ermita de Santa AnnaErmita dedicada a la patrona de la Vila de Sucaina.

 Es va construir a finals del S. XVIII i està situada a uns 4 km de la població, en direcció Montanejos, per la carretera CV-195. Es troba en un paratge de gran bellesa natural. Està construïda en el marge dret de la Rambla de Santa Anna, afluent del riu Vilafermosa i d'una font de la qual surt abundant aigua fresca. Vora la font hi ha una zona reservada per a fer carn a la brasa o paelles i als voltants de l'ermita hi ha diverses taules i bancs de formigó on poder menjar-se-les. L'ermita es va construir amb motiu de les diverses aparicions que de Santa Anna va tenir una pastoreta procedent d'alguna de les masies que avui es troben pròximes a l'ermita. Santa Anna se li va aparèixer sobre un gran esbarzer que misteriosament no punxava i li va dir en l'última aparició que la gent de Sucaina construís una ermita en aquell lloc. La devoció que tenen els sucainers a Santa Anna és molt gran, la qual, segons figura en una placa de l'ermita, va salvar del còlera a la població cap a finals del S. XIX. Cada 1 de maig es realitza una gran romeria a l'ermita des del poble amb la celebració de dues misses solemnes. En tal dia la presència de paradetes, en les quals se'n poden comprar diverses coses, és nombrosa. Una altra data important, tot i que no tan multitudinària com l'anterior, és la del 26 de juliol, dia de Sant Joaquim i Santa Anna, en el qual es realitza una missa solemne a l'ermita i es reparteix una coca coneguda com a la "rebanada" entre tots els assistents. Aquest dia és conegut com el dia de "Santa Anna de la rebanada". En els últims anys s'han dut a terme treballs de rehabilitació de la seva façana i interior, tornant a l'ermita el seu aspecte original. Amb aquestes obres s'han acabat els problemes d'humitat que patia l'interior de l'ermita i que havien perjudicat molt al retaule de l'altar major.

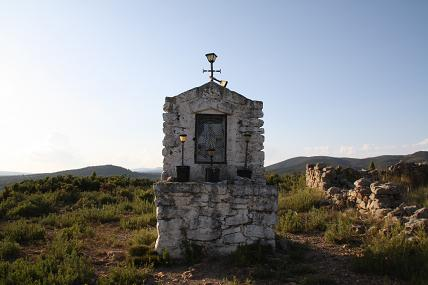
Piló de Sant Gregori

- Piló de Sant Gregori. Piló de Sant GregoriSituat al nord del poble direcció de Chirivilla. El diumenge més pròxim a Sant Gregori és costum pujar fins al piló i repartir un rotllo als assistents. És una creença popular que per a evitar el mal de panxa s'han de donar tres voltes a cada costat del piló.

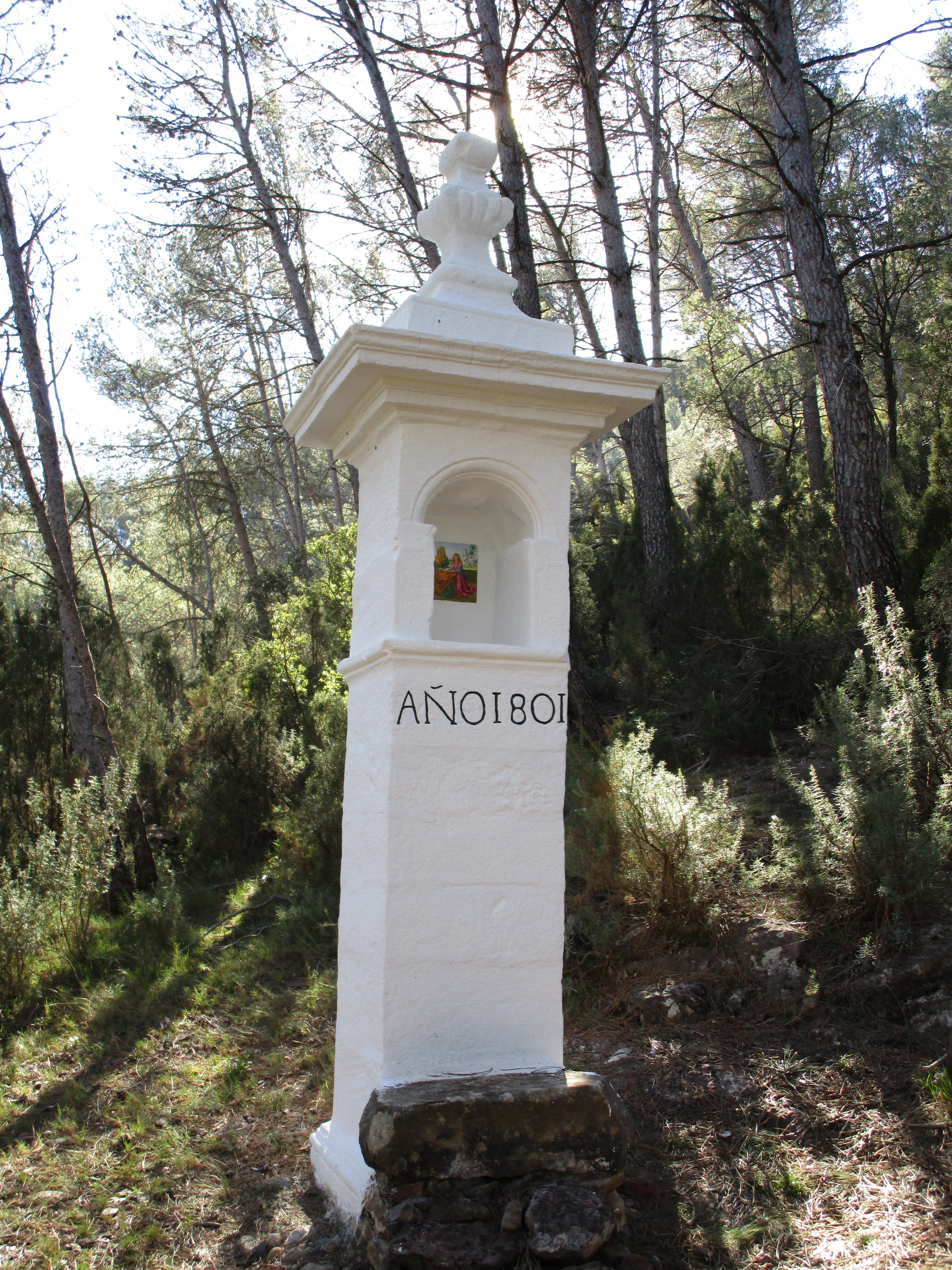
Piló de Santa Anna

- Piló de Santa Anna (1801).Piló de Santa AnnaEstà situat a la partida de la Magdalena, a l'antic camí de Montanejos a Sucaina, abans de creuar la rambla de Santa Anna. Hui dia molts trams es troben en mal estat a causa de la gran quantitat de males herbes que han envaït tant el camí com la gran majoria de sendes de tot el terme, degut al poc ús diari que se'ls dona. El Piló està envoltat de pineda i malesa, fet que fa molt difícil vore'l i accedir-hi. No se sap amb exactitud quan es va acabar de construir, però en el Piló està gravat "Any 1801". Els motius de la seua construcció es desconeixen, però hagué d'obeir al fervor del poble de Sucaina per la seua Santa als pocs anys de ser acabada l'Ermita o alguna circumstància especial que desconeixem. Antigament, després de la missa de Santa Anna del mes de juliol, on es beneïa el pa, s'hi lliurava la llesca al Piló, que no era una altra cosa que el pa trossejat que es lliurava als fidels que hi acudien.[4]

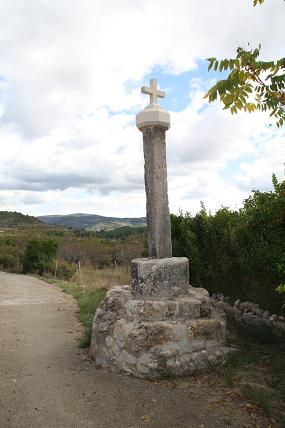
Piló de la Santanica

- Piló de la Santanica. Piló de la Santanica
- Piló del Calvari. Piló del Calvari
- Piló del Terme. Piló de Terme

### Monuments civils
- Torre àrab (s. XIII). A la Chirivilla hi ha restes d'una torre d'origen musulmà.

## Festes Locals
- Sant Antoni Abat: dissabte més pròxim al 17 de gener.
- Processó del Sant Sepeli: divendres Sant.
- Romiatge a Santa Anna: patrona de la Vila de Sucaina: 1 de maig.
- Dia de Santa Anna a Fuentes: el primer dissabte de juny a la Masia de Fuentes.[5]
- Santa Anna de la "Rebanada": 26 de juliol
- La Setmana Cultural: la primera setmana d'agost.
- Festes majors en honor de l'Assumpció de la Mare de Déu: la primera quinzena d'agost.